# セパハン航空
セパハン航空（Sepahan Airlines、ペルシア語: هواپيمايي سپاهان）は、イランのエスファハーンを拠点にする航空会社。航空機を製造するイラン・エアクラフト・マニュファクチャリング・インダストリアル・カンパニー（HESA）の子会社で、アントーノフのターボプロップ旅客機An-140をHESAがノックダウン生産したIrAn-140を運行している。2014年8月10日の事故が起こる前までは6機のIrAn-140を運行していた 。

## 事故
- 2014年8月10日、メヘラーバード国際空港を離陸しイラン東部のタバスに向かっていたセパハン航空5919便（IrAn-140）が墜落した。乗客40人、乗員8人の計48人のうち39人が死亡した[2]。（セパハン航空5919便墜落事故）